# 西沢義徴

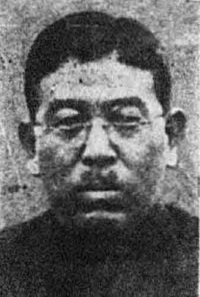
西沢義徴

西沢 義徴（にしざわ ぎちょう、1888年（明治21年）11月21日 - 1967年〈昭和42年〉7月28日）は、日本の外交官。台湾総督府官僚。台北市尹、高雄州知事。

## 経歴
高知県、のちの安芸市出身。1913年（大正2年）、京都帝国大学法科大学法律科を卒業し、高等文官試験に合格。神奈川県属、同理事官、外務事務官、大使館三等書記官、同二等書記官、安東領事・関東庁事務官・朝鮮総督府事務官、福州総領事・台湾総督府事務官を歴任した。1929年（昭和4年）、台湾総督府税関長に転じ、台北市尹、高雄州知事を務めた。
1935年（昭和10年）に退官した後は、台湾合同鳳梨株式会社常任監査役を務めた。戦後は、安芸高等学校東京同窓会長を務めた。